# 貝恩 (堪薩斯州拉塞爾縣)
貝恩（英語：Bayne）是位於美國堪薩斯州拉塞爾縣的一個鬼鎮。

## 歷史
貝恩的郵政局於1883年設立，直到1888年結束營運。

## 地理
貝恩所處的海拔為高於海平面494米（即1621英呎），而該地所採用的時區為UTC-6，即北美中部時區（CST）。同時該地設有夏令時間，為UTC-6調快一小時，即UTC-5（CDT）。